# علي فقيه
علي فقيه هو ممثل وممثل صوت لبناني.

## فيلموغرافيا

### أفلام
- فيلم المتوحشون. 1982

### أدوار الدبلجة
- أصحاب الكهف
- أطلنطس: الإمبراطورية المفقودة - فيني (النسخة العربية الفصحى)
- عودة أطلنطس - فيني (النسخة العربية الفصحى)
- مريم المقدسة

## وصلات خارجية
- علي فقيه على موقع IMDb (الإنجليزية)
- علي فقيه على موقع قاعدة بيانات الأفلام العربية